# Ена, Алексей Игоревич
Алексе́й Игоревич Бессо́нов (укр. Олексій Ігорович Бессонов, настоящая фамилия — Ена; род. 16 декабря 1971 года, Харьков, Украинская ССР, СССР) — российский и украинский писатель-фантаст.

## Биография
Родился в Харькове в семье врачей. В старших классах школы увлёкся рок-музыкой и в течение пяти лет занимался игрой на барабанах, мечтая о карьере профессионального музыканта и о собственных записях. Однако финансовые проблемы вынудили его расстаться с этой мечтой. Служил в Роганском отдельном радиотехническом батальоне Вооруженных сил Украины. После основного срока остался в армии на сверхсрочную службу. После армии некоторое время работал в качестве охранника в автомастерской, именно там появились первые главы «Ветра и стали».
В 1996 году Алексей показал «Ветер и сталь» харьковскому фантасту Дмитрию Громову, с которым был знаком ещё с времён активного увлечения роком в юности. Ознакомившись с творчеством Бессонова, Громов убедил его в необходимости заняться литературой всерьёз. Последовав его совету, в 1996 году был написан роман «Маска власти» и повесть «Мир в красном камне», продолжающие историю об Алексе Королёве. Через месяц после окончания работы над «Маской власти» к произведениям молодого автора проявило интерес издательство «ЭКСМО», и в 1998 году была опубликована дебютная книга Алексея Бессонова «Ветер и сталь», в которую вошли все три этих произведения. Несколько позже вышла дилогия «Замкни судьбу в кольцо», состоящая из романов «Наследник судьбы» и «Ледяной бастион». Именно вселенная Алекса Королёва — мир Империи и Конфедерации, по которому автором создано 10 произведений, принёс Бессонову популярность.
В 1999 году был написан отдельный фантастический роман, действие которого происходит не в мире Королёва, а в Европе Второй мировой войны — «Алые крылья огня». Он является единственным крупным произведением автора вне каких-либо циклов и серий. К 2001 году писателем было написано более десятка рассказов, принятых к публикации журналами «Порог» (г. Кировоград), «Уральский следопыт» (г. Екатеринбург), «Звёздная дорога». В том же году Алексей впервые посетил харьковский фестиваль «Звёздный мост», где был не только в качестве молодого писателя, но и принял участие в качестве ударника в сейшн-концерте вместе с писателями Юлием Буркиным и Владимиром Васильевым и харьковской рок-группы «Пасхальное Шествие». Впоследствии Бессонов участвовал практически во всех «Звёздных мостах» и «Росконах». Неоднократно номинировался на различные награды конвентов. В 2007 году на «Звёздном мосту» получил премию от мэрии Харькова, которая вручается писателям-харьковчанам за достойное представление родного города в фантастической литературе.
В 2002 году вышел первый роман нового цикла «Господин Посредник» — «Чёрный хрусталь». Вторая книга, одноимённая серии, увидела свет спустя год, заключительная же часть трилогии под рабочим названием «Ночь пляшущей тени» была запланирована на конец 2006 года, но она так и не была закончена.
С 2005 года живёт в Санкт-Петербурге, где продолжает заниматься творческой деятельностью. В 2005 же году выходит роман «Извне», и автором создаётся его предыстория — «Концепция Лжи». В 2007 году выходит роман из серии «Миры Конфедерации» — «Пройдя сквозь дым», а в 2008 — первый авторский сборник Алексея — «Корпорация „Феникс“», включающий в себя два цикла рассказов. Первый цикл «…про барона и дракона» написан в юмористической и даже пошловатой манере, высмеивающей романтизацию условно-средневекового мира и жанр фэнтази в целом. Второй, один из рассказов которого и дал название книге, называется «На борту „Гермеса“» и представляет собой типичный набор из шести забавных коротких историй в духе «ААА-ПОПС» Роберта Шекли. «Космические дальнобойщики» Сэмэн Колоброд и Персиваль Пиккете, а также примкнувшем к ним инопланетянине Тхоре, похожий на здоровенного четырёхрукого кролика с мехом в полоску, путешествуют по космосу и попадают в различные курьёзные ситуации.

## Увлечения и предпочтения
В автобиографии Бессонов пишет, что его любимая книга — «Похождения бравого солдата Швейка» Ярослава Гашека, а любимые писатели — Эрих Мария Ремарк и Габриэль Гарсия Маркес.
В детстве Алексей познакомился с творчеством Ивана Ефремова («Туманность Андромеды») и Станислава Лема («Непобедимый»), именно они оказали на будущего писателя огромное влияние и заложили в нём любовь к космической фантастике. Фэнтази же не привлекает его, он признаётся: «В силу рано сформировавшегося стереотипа „романтики звезд“, я совершенно не умею и не люблю писать о колдунах, драконах и достопочтенных джентльменах с длинными ножами. Более того, к фэнтези в целом отношусь со снисходительной брезгливостью».
Писатель отзывается о своём творчестве достаточно самокритично: «К своему творчеству я отношусь, мягко говоря, критично, не считая себя ни гением, ни даже крепким профессионалом. Иногда мне все даётся легко, играючи, иногда — намного сложнее, но факт то, что пишу я, увы и ах, весьма неровно, и всякий раз, заканчивая вещь, испытываю сильнейшее желание переписать её заново. К тому моменту, когда книга доходит до читателя, мне за неё уже стыдно».
Кроме идущего ещё с подросткового возраста увлечения фантастикой и рок-н-роллом, Алексей Бессонов интересуется автомобилями (в 2003 году имел ВАЗ-2103), техникой и военной историей. Особое место занимает поршневая авиация периода Второй мировой войны (ей посвящён роман «Алые крылья огня»). Любит собственноручно собирать миниатюрные модели самолетов.

## Литературные труды

### Мир Алекса Королева
Йорг Детеринг
- Эра голодных псов (2010)
- Узел проклятий (2011)
- Заложники Волка (2015)
- Гавань притяжения (2018)

Алекс Королёв
- Ветер и сталь (1996)
- Маска власти (1996)
- Мир в красном камне (1996)

Хикки Махтхольф
- Чёртова дюжина ангелов (2000)
- Статус миротворца (2001)

Замкни судьбу в кольцо
- Наследник судьбы (1998)
- Ледяной бастион (1998)

Миры Конфедерации
- Змеи Эскулапа (2001)
- Сожгите всех! (2001)
- Стратегическая необходимость (2004)
- Пройдя сквозь дым (2007)

### Извне
- Концепция лжи (2006)
- Извне (2005)

### Господин Посредник
- Королевский инженер (2017)
- Чёрный хрусталь (2002)
- Господин Посредник (2003)
- Ночь пляшущей тени (2016)
- Имя палача (2017)
- Доспех короля (2012)
- Похищение вдовицы (2012)
- Когда пробьют часы (2016)
- Хозяин старой башни (2017)

### Отдельные романы
- Алые крылья огня (Охота на страх) (1999)

### Костяной барабан
- Лабиринт кочевников (2018)

### Корпорация «Феникс» (сборник рассказов)
…про барона и дракона
- Барон, Дракон UND САМОГОН (2005)
- Тридцать три тёщи (2005)
- О налогах и не только (2007)
- Слон для герцогини (2007)
- Таверна с дурной репутацией (2007)
- Путешествие с дядюшкой Джедом (2008)

На борту «Гермеса»
- Табачный соус (2003)
- Достижения цивилизации (2004)
- Приключения в консервах (2005)
- Два мешка морской капусты (2006)
- Среднестатистический борщ (2006)
- Корпорация «Феникс» (2008)

### Повести и рассказы
- Торпедой пли! (1999)
- Сказка страсти (2001)
- Тени жёлтых дорог (2001)
- Возвращение в красном (Красные перья любви) (2003)
- И памятью крови (2007)

### Публикации в сборниках
Рассказы Бессонова публиковались в нескольких межавторских сборниках.
- Фантастика 2002. Выпуск 1 (2002)[7]
- Звездный Мост (2004)[8]
- Фэнтези 2005. Выпуск 2 (2005)[9]
- Фэнтези 2006 (2005)[10]
- Лучшее за год: Российская фантастика, фэнтези, мистика (2006)[11][12]
- Фэнтези 2008 (2007)[13]
- Русская фантастика 2007 (2007)[14]
- Книга магов (2008)[15]
- Городская фэнтези 2008 (2008)[16]
- Украинская мистическая фантастика 2009 (2008)[17]
- Космическая фантастика, или Космос будет нашим! (2008)[18]
- Иду на мы! Дранг нах… (2009)[19]
- Настоящая фантастика (2012)
- Памятью крови (2022) в сборнике «Спасатели»[20]

### Публикации в периодике
- «Звездная дорога», № 8, август 2000
- «Наша фантастика. Альманах», № 3, 2001[21]
- «Реальность фантастики»
  - № 10, октябрь 2004[22]
  - № 9, сентябрь 2005[23]
  - № 5, май 2006[24]
  - № 1, январь 2008[25]
- «Если» № 3, март 2007[26]
- «FANтастика» № 6, август 2007"; интервью «Космоопера — набор специй в руках хорошего кулинара»[27]

### Рецензии
- «Чертова дюжина ангелов» (Дмитрий Скирюк)
- «Алые крылья огня» (Дмитрий Скирюк)
- «Алые крылья огня» и «Штурмфогель» А. Лазарчука (Андрей Шмалько)
- «Звёздные Саги» Алексея Бессонова (Игорь Черный)
- «Пройдя сквозь дым» («Мир Фантастики», Василий Владимирский)
- Корпорация «Феникс» («Мир Фантастики», Василий Владимирский)